# Heleosaurus
Heleosaurus es un género de pelicosaurios sinápsidos perteneciente a la familia Varanopidae que existió durante el Pérmico Superior en lo que ahora es Sudáfrica. Sus restos fósiles han aparecido en la meseta del Karoo. Fue originalmente descrito como un reptil diápsido.